# Red Digital Cinema
A Red Digital Cinema, é uma empresa americana especializada em fabricação de câmeras digitais para cinematografia. Sua sede está localizada em Foothill Ranch, California, nos Estados Unidos.
A companhia opera estúdios em Hollywood, Los Angeles, e mantém escritórios em Londres, Xangai e Cingapura. Além disso, possui estabelecimentos de varejo em Hollywood, Nova York e Miami, juntamente com uma ampla rede de revendedores autorizados e centros de assistência em várias partes do mundo.

## História
A Red Digital Cinema foi fundada por Jim Jannard, que anteriormente havia fundado a Oakley. Jannard se autodenominava um "entusiasta de câmeras" e possuía mais de 1.000 modelos em sua coleção pessoal. Ele estabeleceu a empresa com o objetivo de criar uma câmera de cinema digital 4K que fosse relativamente acessível. A inspiração de Jannard para essa ideia remonta ao momento em que adquiriu uma câmera de vídeo Sony HDR-FX1 e percebeu que os arquivos precisavam ser convertidos usando o software da Lumiere HD e não podiam ser visualizados no sistema operacional Mac OS. Foi então que Frederic Lumiere, o proprietário da Lumiere HD, se uniu a Jannard para desenvolver uma alternativa viável. Lumiere o apresentou a Ted Schilowitz, que se tornou o primeiro membro da equipe da Red.
Os primeiros membros da equipe embarcaram em pesquisas confidenciais para descobrir como tornar uma câmera digital viável para as produções de Hollywood. Uma parte fundamental desse processo envolveu a adoção da resolução 4K, em contraste com os comuns 2K da época. Além disso, enfrentaram o desafio técnico de alcançar a qualidade de foco das câmeras DSLR sem comprometer a taxa de quadros. Uma das soluções da Red para esse dilema foi o desenvolvimento de um sensor com tamanho físico semelhante ao filme analógico. Foi na NAB Show de 2006 que Jim Jannard anunciou oficialmente os planos da Red de construir uma câmera de cinema digital 4K, batizada de Red One, e abriu as portas para pré-encomendas.
Em março de 2007, o diretor Peter Jackson completou um teste de câmera com dois protótipos da Red One, que se tornou o filme de 12 minutos da Primeira Guerra Mundial chamado "Crossing the Line". Ao ver o curta-metragem, o diretor Steven Soderbergh disse a Jannard: "Estou totalmente dentro. Eu tenho que filmar com isso." Soderbergh levou dois protótipos da Red One para a selva para filmar seu filme "Che". Um pequeno documentário chamado "Che and the Digital Revolution" foi feito sobre a tecnologia da câmera Red que foi usada na produção do filme. A Red One foi lançada pela primeira vez em agosto de 2007. Um dos primeiros programas de televisão a usá-la foi o drama médico "ER".
Em 2010, a Red adquiriu os históricos Estúdios Ren-Mar em Hollywood e os renomeou para "Red Studios Hollywood". Em 2011, a empresa tinha mais de 400 funcionários. Foi também em 2011 que a Panavision, Arri e Aaton anunciaram que não produziriam mais câmeras analógicas. A Red Digital Cinema e a Red One foram amplamente creditadas por acelerar essa transição na indústria. Schilowitz respondeu a essas críticas dizendo: "Nunca foi nosso objetivo matar o filme. Em vez disso, queríamos evoluí-lo."
Em 2010, 5% dos 100 filmes domésticos de maior bilheteria que foram filmados em vídeo digital usaram câmeras Red como seu sistema principal. Sua participação aumentou para mais de 25% até 2016, mas tem diminuído desde então.
No dia 19 de agosto de 2013, Jim Jannard anunciou sua retirada da Red, passando o leme a Jarred Land.
Em 7 de março de 2024, a Red Digital Cinema aceitou a aquisição da empresa pelo fabricante japonês de equipamentos de câmera Nikon Corporation por um valor não revelado; isso pode ser parte de um interesse crescente da Nikon em se expandir para o cinema digital mercado de câmeras.
Em 12 de abril de 2024, a Nikon anunciou que havia adquirido 100% das participações pendentes da Red Digital Cinema. Keiji Oishi, da unidade de negócios de imagem da Nikon, assumiu o cargo de CEO e Tommy Rios, vice-presidente executivo da Red Digital Cinema, tornou-se co-CEO. O ex-presidente da Red, Jarred Land, e James Jannard, o fundador da Red, permanecem como conselheiros próximos da empresa.
Em 9 de maio de 2024, a Nikon Corporation divulgou seu relatório de resultados financeiros do ano encerrado em 31 de março de 2024 e ficou assim divulgado o valor pago: 13.167 milhões de ienes, aproximadamente US$ 87 milhões de dólares americanos (taxa de câmbio de 8 de abril de 2024), o que representa 1-2% nas empresas do Grupo Nikon e considerado uma transação abaixo do valor de mercado bem como o negócio do século nesta indústria.

## Câmeras

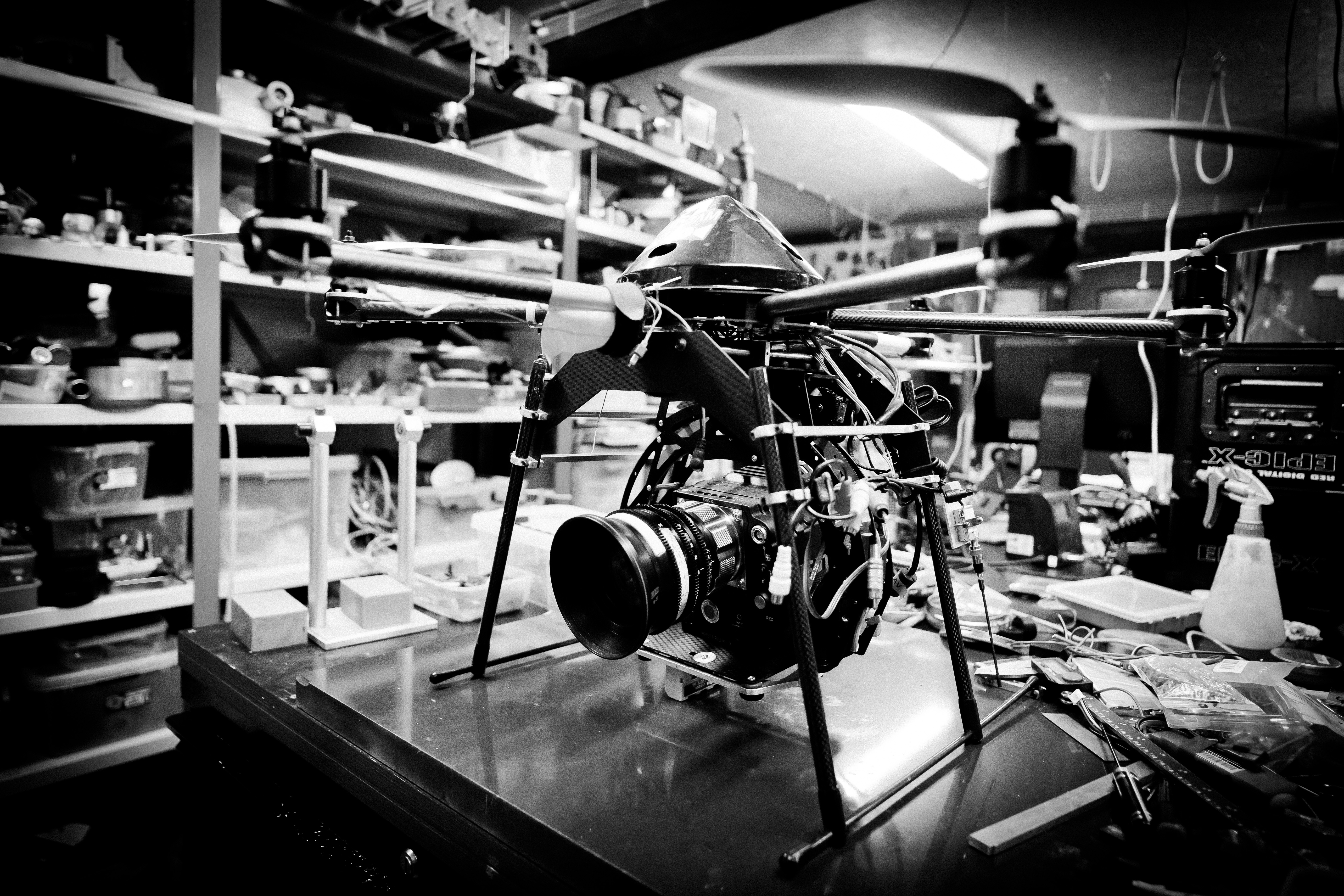
Red Epic-X com hexacóptero, 2011

### Red One
O Red One, lançado pela Red Digital Cinema em 2007, foi a primeira câmera de produção da empresa. Ele é capaz de capturar até 120 quadros por segundo em resolução 2K e 60 quadros por segundo em resolução 4K. Seu sensor "Mysterium" foi adquirido para uso com o formato proprietário RAW chamado Redcode. Em 2010, a Red começou a vender atualizações para um sensor de 14 megapixels chamado "M-X". O Red One foi avaliado como tendo efetivamente a mesma qualidade que o filme 35mm. O corpo do Red One foi fabricado em liga de alumínio e pesa sozinho 4,5 kg.
A Red Epic foi lançada em 2010 e foi usada para filmar O Espetacular Homem-Aranha,O Hobbit,Prometheus,Piratas do Caribe: Navegando em Águas Misteriosas e O Grande Gatsby, além de muitos outros filmes de longa-metragem. Esta câmera marcou um avanço significativo na tecnologia cinematográfica e se tornou uma escolha popular entre cineastas devido à sua capacidade de capturar imagens de alta qualidade.

### DSMC
Em 2009, a Red começou a lançar novas câmeras com um formato atualizado em comparação com a Red One. Projetada com o objetivo de facilitar tanto imagens estáticas quanto vídeo, dependendo da configuração de montagem, a Red chamou esse conceito de DSMC (Digital Stills and Motion Capture - Captura Digital de Imagens e Movimento). A primeira câmera lançada para esse sistema foi a Epic-X, uma câmera profissional para captura digital de imagens e movimento com montagens de lentes intercambiáveis. Após isso, uma nova linha de câmeras chamada Scarlet foi introduzida, que oferecia especificações de nível inferior a um preço mais acessível. Inicialmente equipada com um sensor de imagem de 5K, atualizações foram posteriormente oferecidas para um sensor de 6K com maior alcance dinâmico chamado "Red Dragon".

### DSMC2

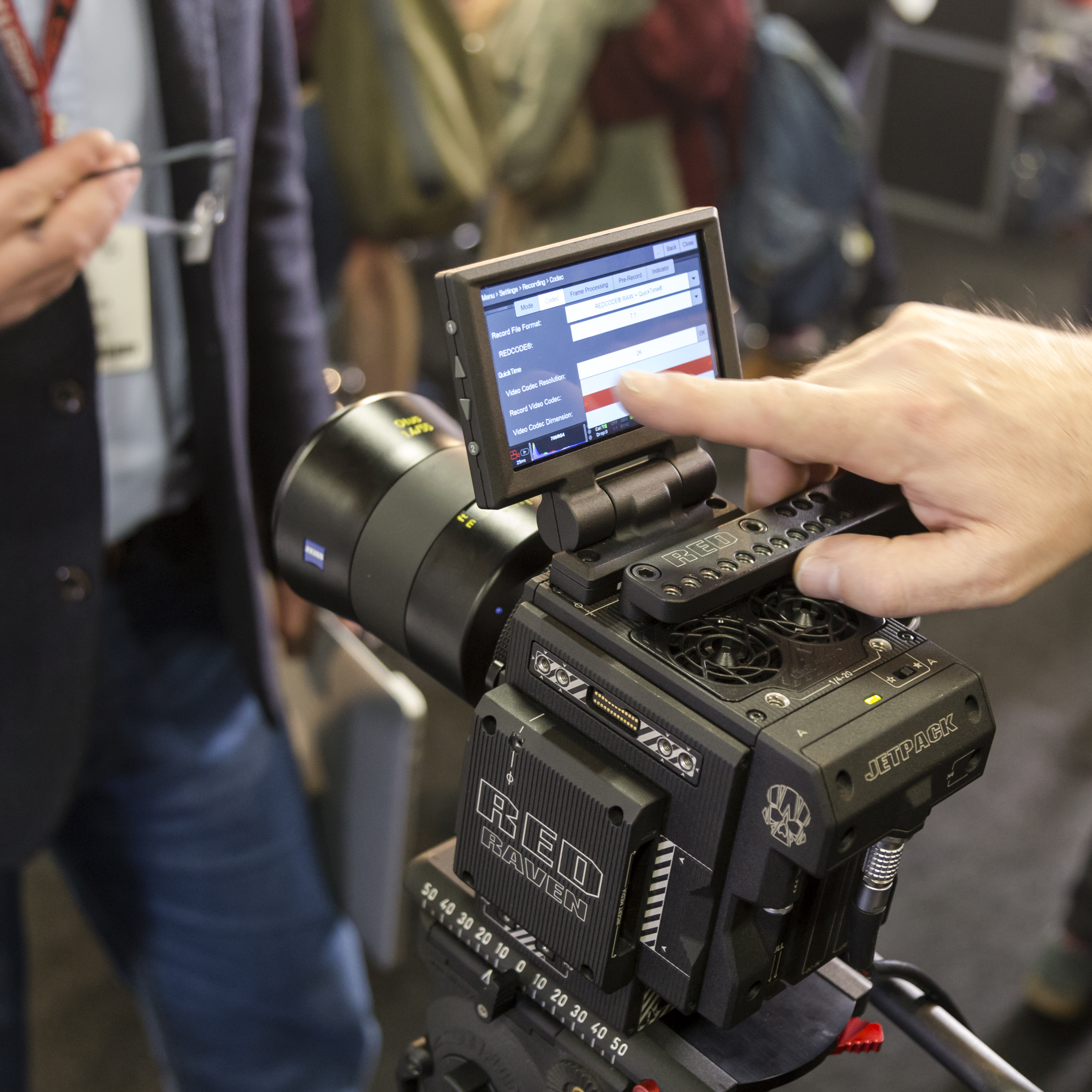
Câmera RED Raven vista na BSC Expo 2016

A família de câmeras DSMC2 foi apresentada em 2015 como o novo padrão para todas as câmeras até 2020. As primeiras duas câmeras anunciadas nessa linha foram a Weapon 8K VV e a Weapon 6K. Logo depois, foram introduzidas a Red Raven 4.5K e a Scarlet-W 5K. Além disso, foram disponibilizados formatos de captura de terceiros, como o Apple ProRes e o Avid DNxHD, para essas câmeras.
Em 2016, um sensor de 8K chamado "Helium" foi introduzido com as duas câmeras Red Epic-W e Weapon 8K S35. No início de janeiro de 2017, este sensor recebeu a maior pontuação de sensor já registrada, 108, pelo site DxOMark. O filme "Guardiões da Galáxia Vol. 2" da Marvel Studios foi o primeiro filme a ser lançado que foi filmado com a Weapon. O filme foi gravado na resolução total de 8K da câmera e apresentou um fluxo de trabalho equivalente, superando o filme "Garota Exemplar" do diretor David Fincher como o filme com o fluxo de trabalho de pós-produção de maior resolução.

### DSMC3
Em 2019, Jared Land, da Red, fez o anúncio da câmera Red Komodo. No ano seguinte, em 2020, a Red começou a disponibilizar os modelos "beta" em uma versão branca, apelidada de stormtrooper, da Red Komodo para os clientes que estavam na lista de espera. O preço das câmeras beta era de US$ 6.995, enquanto os modelos regulares em preto eram vendidos por US$ 5.995 (somente o corpo da câmera). A câmera Komodo apresenta vídeo em 6K, sensor super 35, montagem de lente Canon RF, placa de bateria dupla BP e um obturador global.

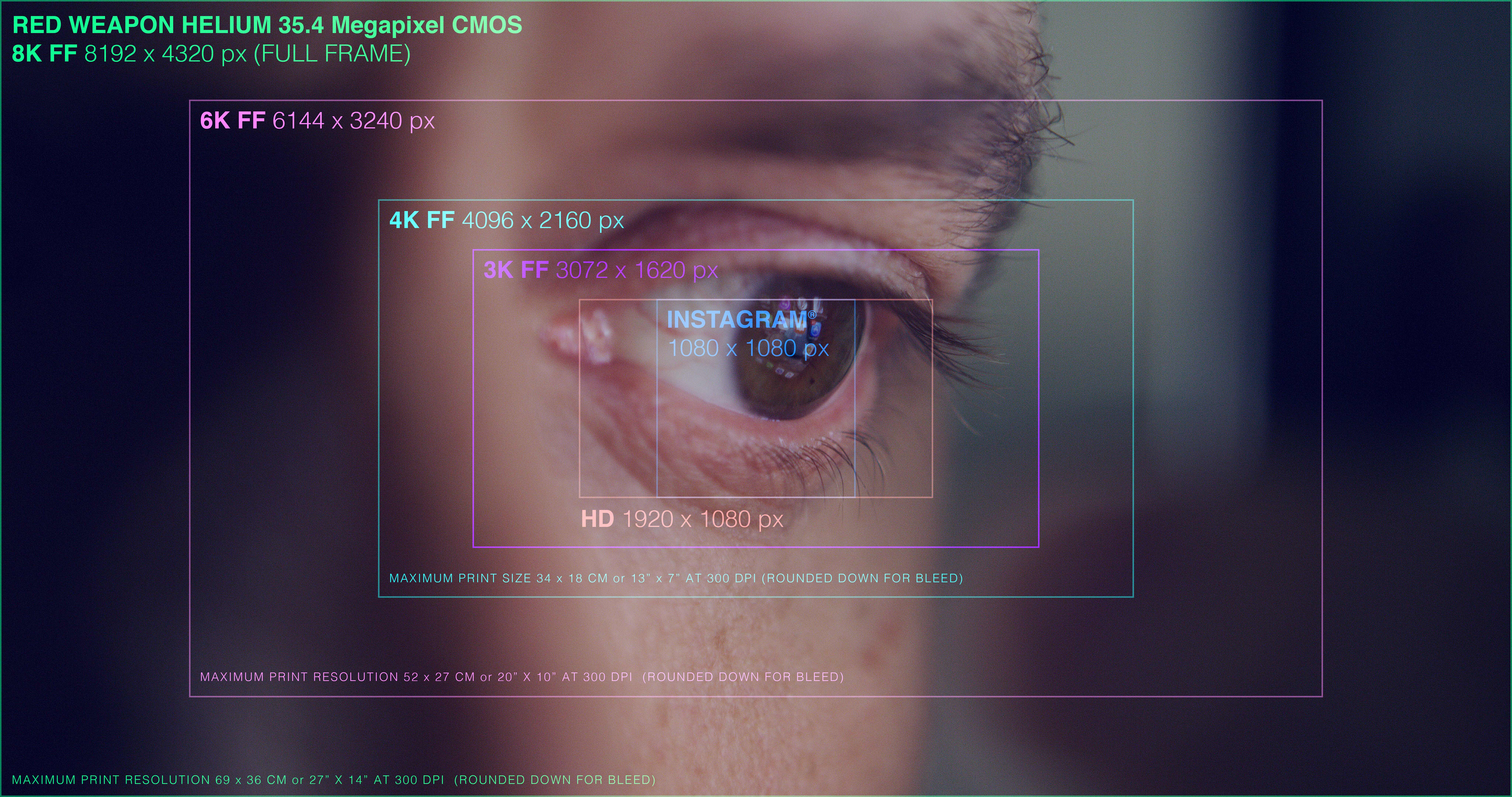
Imagem da Red Weapon Helium 8K mostrando sobreposições de quadros com resoluções de 6K, 4K, 3K, HD e Instagram nativo, capturada através de uma lente Canon FD 135 mm f/2.8.

No ano de 2021, a Red fez o anúncio da câmera Red V-Raptor, que é o modelo principal em sua linha de câmeras atualmente e a primeira câmera que oficialmente faz parte da família de câmeras DSMC3. Similar à Komodo, a Red V-Raptor também vem com uma montagem de lente Canon RF ativa, mas, ao contrário da Komodo, a V-Raptor possui a capacidade de gravar em múltiplos formatos.
A Red V-Raptor possui um sensor Vistavision 8K (40,96 mm x 21,60 mm) com a capacidade de cortar para formatos menores como Super35. Ela é capaz de gravar em resolução 8K completa a 120 fps (ou 150 fps em formato cortado para 2.4:1) e altas taxas de quadros de até 600 fps em 2K. Com uma faixa dinâmica anunciada de 17 stops, foi lançada com um preço de $24.500 (somente o corpo). A Red mais tarde lançou a V-Raptor XL em 2022, apresentando um corpo maior com uma gama expandida de portas, filtro ND interno, energia auxiliar adicional, montagem de lente intercambiável, entre outras características.
Em novembro de 2022, a Red anunciou a V-Raptor Rhino, uma edição limitada da V-Raptor, que apresentava um sensor Super35 de 8K e um elegante esquema de cores em cinza claro. Foi disponibilizada com um preço de $19.500. Em março de 2023, foram lançadas a V-Raptor e a V-Raptor XL S35. Essas câmeras mantiveram a mesma identidade dos modelos anteriores da V-Raptor e XL, e, assim como a V-Raptor Rhino, foram equipadas com sensores Super35 em vez do sensor original Vistavision.

## Outros produtos

### Lentes
A Red disponibilizou uma variedade de lentes prime e zoom com montagem PL S35 para suas câmeras.

#### Primes
| Nome      | Distância Focal | Abertura | Distância Mínima de Foco |
| --------- | --------------- | -------- | ------------------------ |
| Pro Prime | 18mm            | T1.8     | 4"                       |
| Pro Prime | 25mm            | T1.8     | 4"                       |
| Pro Prime | 35mm            | T1.8     | 4"                       |
| Pro Prime | 50mm            | T1.8     | 6"                       |
| Pro Prime | 85 mm           | T1.8     | 18"                      |
| Pro Prime | 100mm           | T1.8     | 24"                      |
| Pro Prime | 300mm           | T2.9     | 2,24 metros              |

#### Zooms
| Nome     | Distância Focal | Abertura | Distância Mínima de Foco |
| -------- | --------------- | -------- | ------------------------ |
| Pro Zoom | 17-50 mm        | T2.9     | 4"                       |
| Pro Zoom | 18-85 mm        | T2.9     | 8"                       |
| Pro Zoom | 50-150 mm       | T2.8     | 8"                       |

### Smartphone modular Hydrogen One
Em 2017, a Red anunciou seus planos de ingressar no mercado de smartphones, com a promessa de recursos inovadores, como uma tela holográfica de 5,7" e integração com os produtos de câmera existentes da empresa. Em 18 de maio de 2018, a Red revelou o Hydrogen One, que estava programado para ser lançado em agosto de 2018. O smartphone prometia uma tela holográfica, áudio espacial, compatibilidade com os sistemas de câmera da Red, o lançamento de um serviço de streaming e módulos adicionais modulares, semelhantes aos "Moto Snaps" da Motorola. O módulo do sensor de câmera anunciado em particular atraiu muita atenção, com Jim Jannard, fundador da Red, afirmando: "Se você estivesse filmando com uma Weapon 8K no set como sua câmera principal, esta certamente poderia ser sua câmera de apoio".
Contudo, o smartphone acabou sendo uma grande decepção tanto em termos de crítica quanto de vendas. Em 2018, chegou a ser considerado um dos piores produtos de tecnologia do ano devido ao seu hardware desatualizado e à falta de recursos. Da mesma forma, do ponto de vista comercial, o telefone foi um fracasso. Em 2019, os módulos modulares, que haviam sido prometidos, desapareceram do site da Red, e Jim Jannard anunciou que a empresa estava passando por uma reformulação significativa do programa Hydrogen. No final de 2019, a empresa tomou a decisão de descontinuar completamente sua linha de produtos.

### Software
Em 2009, a Red iniciou a comercialização de seu pacote Redcine-X, voltado para fluxos de trabalho de pós-produção. Esse pacote permite acelerar o processo de descompressão dos dados do sensor, contando com um cartão acelerador chamado Red Rocket. Além disso, a Red oferece um kit de desenvolvimento de software (SDK) para manipulação direta das imagens no formato Redcode, bem como outro kit para controle remoto das câmeras.

### Redray
Em 2012, a Red Digital Cinema anunciou o Redray Player, o primeiro dispositivo independente projetado para fornecer conteúdo em 4K para monitores 2D ou 3D compatíveis. Equipado com um disco interno de 1TB para armazenamento, o Redray reproduz mídia em formato Redcode, oferecendo uma experiência de alta qualidade em resolução 4K ou HD. O player utiliza uma precisão de subamostragem cromática de 12 bits com a configuração 4:2:2. Além disso, na mesma família de produtos, foi anunciado um projetor a laser de cinema em 2012, embora nunca tenha sido lançado.

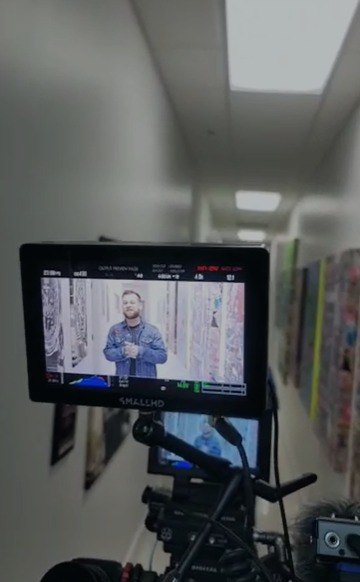
Miami usando Red Digital Cinema - 2023.

## Ações judiciais
Em 18 de agosto de 2008, a Red entrou com um processo contra a empresa de eletrônicos LG devido ao uso do nome "Scarlet". A Red acusou a LG de ter "tomado" o nome da marca "Scarlet" da empresa de câmeras após a Red ter negado o pedido da LG para usá-lo.
Em 23 de setembro de 2011, Jannard anunciou que sua conta de e-mail pessoal foi comprometida pelo ex-executivo da Arri, Michael Bravin. Um processo contra a Arri e Bravin foi movido no final de 2011; ele foi resolvido e arquivado em 2013.
No dia 27 de junho de 2012, a Red entrou com um processo judicial contra a Wooden Camera, uma empresa fabricante de acessórios de terceiros, alegando violação de patentes.
No mês de fevereiro de 2013, a Red moveu um processo judicial contra a Sony, alegando que vários de seus novos produtos da linha CineAlta, especialmente o F65 com capacidade para 4K, violavam patentes detidas pela empresa. A Red solicitou não apenas que a Sony fosse obrigada a interromper a venda dessas câmeras, mas também que todas elas fossem destruídas. Em resposta, a Sony apresentou uma ação judicial contra a Red em abril de 2013, alegando que toda a linha de produtos da Red infringia as patentes da Sony. Em julho de 2013, ambas as partes concordaram em encerrar o processo conjuntamente, e a partir de 20 de julho de 2013, o caso foi encerrado.
Em 2 de março de 2017, a Red entrou com uma ação contra o fabricante do JinniMag, uma cópia de terceiros do Red Mini Mag. Vídeos postados no canal do YouTube da Jinni.Tech acusaram as câmeras de cinema digital da Red de enganar seus clientes e possivelmente obtendo suas patentes enganando o USPTO (Escritório de Patentes e Marcas dos Estados Unidos).
Em maio de 2019, a Apple Inc. moveu um processo judicial contra a Red.com, LLC, alegando violações de várias patentes relacionadas a câmeras de cinema digital e processamento de sensores. No entanto, a Apple acabou perdendo o caso em novembro de 2019. A Apple sustentou que as patentes vinculadas ao Redcode Raw não eram "patenteáveis", mas um juiz determinou que a equipe jurídica da Apple não havia apresentado evidências suficientes para respaldar suas reivindicações.